# Psianka lulo

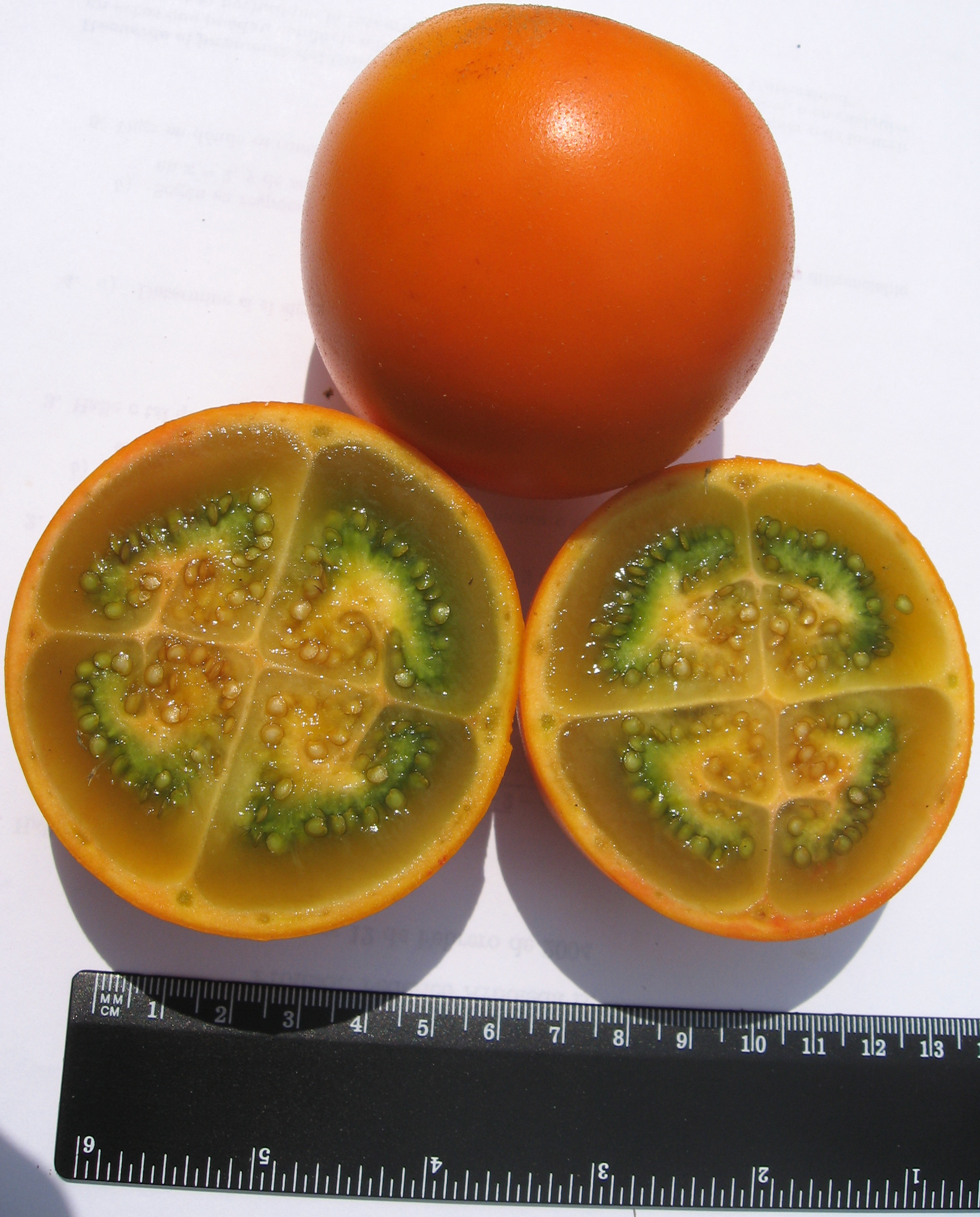
Owoc lulo

Psianka lulo (Solanum quitoense Lam.) – gatunek rośliny z rodziny psiankowatych. Pochodzi z Andów z obszaru Ekwadoru i Kolumbii oraz z Ameryki Środkowej. Poza tym rozpowszechniona w uprawie. Rośnie w strefach mrozoodporności 9-11.

## Morfologia

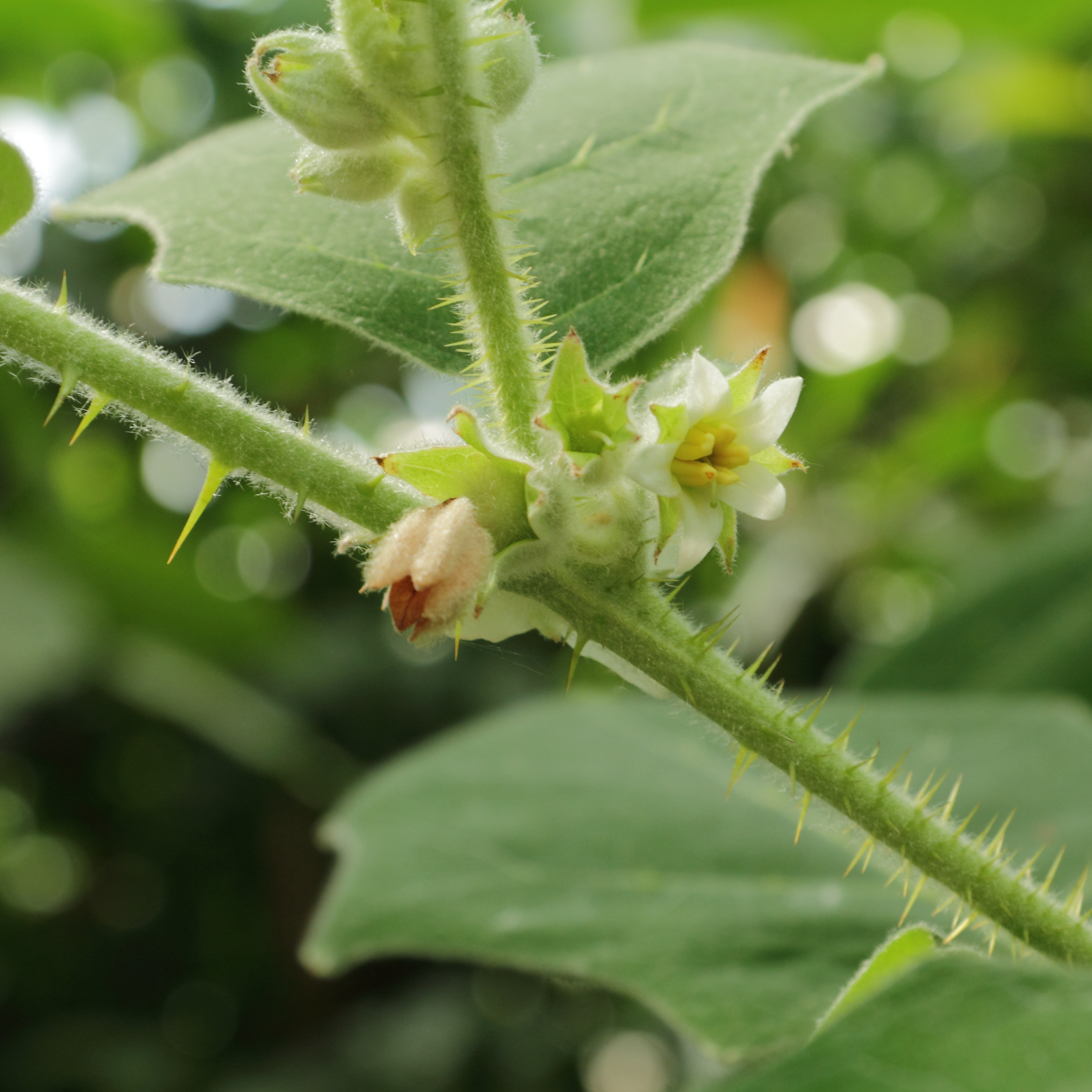
Kwiat lulo

PokrójRoślina pnąca, osiągająca wysokość do 1,8 m, w uprawie często prowadzona jako krzew.
LiścieNaprzemianległe, skórzaste, szerokoeliptyczne, o długości do 40 cm. Brzegi lekko ząbkowane lub klapowane. Ogonki liściowe i żyłki często pokryte czerwonawymi włoskami i kolcami.
KwiatyKremowobiałe, płatki gwiaździste, kielich wełnisty. Zebrane na końcach gałęzi.
OwoceKuliste jagody, żółte do pomarańczowych. Jadalne. Miąższ w kolorze zielonkawym. Owoce zawierają wiele nasion.

## Zastosowanie
- Owoce uprawiane na dużą skalę na soki i przetwory.
- Wytłoki wykorzystywane jako pasza dla zwierząt.